# Victor Puiseux
Victor Alexandre Puiseux (født 16. april 1820 i Argenteuil, død 9. september 1883 i Frontenay, Jura) var en fransk astronom og matematiker. Han var far til Pierre Puiseux.
Efter at have beklædt lærerpladser i matematik ved forskellige højskoler blev Puiseux 1855 astronom vid observatoriet i Paris og 1857 professor i matematik og astronomi ved Sorbonne. Udover en række matematiske arbejder offentliggjorde han flere værker indenfor den teoretiske astronomi, særlig om teorien for planeternes og månens bevægelser, beregninger af Venuspassagerne samt astronomiske observationer.